# Enrica von Handel-Mazzetti
Enrica von Handel-Mazzetti (10 de gener de 1871, Viena-8 d'abril de 1955, Linz) fou una escriptora coneguda per les seves novel·les de tesi.
Filla d'un oficial austríac noble, fou educada en el convent de Pölten fins als disset anys. Va estudiar llengües, història i literatura, però la seva educació religiosa va ser la dominant en les seves primeres obres literàries. L'èxit li vindrà entrat el segle XX amb obres històriques situades en l'època de la Contrareforma i dins de l'ambient religiós. Entre les seves obres històriques hi ha Meinrad Helmpergers denkwürdigues Jahr (L'any memorable de Meinrad Helmperger) de l'any 1900, Stephana Schwertner de l'any 1910 i Die arme Margaret, ein Volksroman aus dem alten Steyr (La pobra Margarida), del mateix any. Aquesta última narra un període de conflictes religiosos en què la fe catòlica lluitava per evitar l'entrada dels luterans en terres austríaques. La trama es localitza al votant d'un jove oficial catòlic que s'instal·la a la casa d'una jove luterana que queda vídua com a càstig i pressió per obligar-la a tornar a l'Església romana, sobrepassant les seves funcions. Un tribunal militar el jutja i aquest accepta morir encara que la jove el perdona. Cal dir que l'escriptora Enrica era catòlica i va voler en aquesta novel·la ressaltar els valors humans per sobre de les visions religioses.